# 福岡智彦
福岡智彦（ふくおか ともひこ、1954年10月29日 - ）は、日本の音楽プロデューサー、実業家。大阪府出身。「福岡知彦」の名義を使用することもある。妻は歌手の太田裕美。太田との間に息子が2人いる。

## 経歴
- 1954年10月29日[1][2]、大阪で生まれる[1][3]。
- 1973年、大阪府立天王寺高等学校卒業。
- 1978年、京都大学文学部卒業、渡辺音楽出版に入社[1][2]
- 1980年、山下久美子、チャクラをメジャーデビューさせる[2]。
- 1983年、白川隆三に代わり太田裕美のディレクターとなる。1984年1月20日に太田との交際を公表、同年8月28日に婚約発表。
- 1985年1月26日に太田と結婚。それを機に同年、EPIC・ソニーへ移籍。EPIC・ソニーから、ゴンチチ、くじら、小川美潮[注釈 1]、キリング・タイム[注釈 2]などをメジャー・デビューさせる[2]。
- 1987年から遊佐未森のディレクターを担当してデビューさせるとともに、遊佐の楽曲の作詞に工藤順子を起用して作詞家としての工藤を発掘し育てる。また遊佐には太田も楽曲を提供していた。

- 1991年公開のアニメ映画『老人Z』（大友克洋原作、キャラクターデザインは江口寿史）の音楽プロデュースを担当。主題歌は元チャクラの小川美潮と板倉文が担当。
- 1994年、ソニー・ミュージックエンタテインメントの関連会社・アンティノスミュージック（現：ソイツァーミュージック）へ異動。
- 1997年発売のPlayStation用ゲーム『グランツーリスモ』の音楽プロデュースを担当。
- 1998年、福岡自身がプロデュースするレコードレーベル「Robin discs」を設立[2]。
- 2001年から、NTTドコモにて「M-stage music」を担当。
- 2003年、ソニー・ミュージックエンタテインメントに戻り「bitmusic」（現：mora）の現場責任者を担当する。
- 2004年、ソニー・ミュージックエンタテインメントを退社[2]。同年、音楽配信型SNS「レコミュニ」（現：OTOTOY）を設立[2]。
- 2007年[1]、音楽ビジネスの総合サポートを行うバウンディ株式会社に入社[2]。2009年、同社代表取締役社長に就任[2]。
- 2011年、バウンディがスペースシャワーネットワークに吸収合併され、スペースシャワーミュージックとなる[2]。これに伴い、スペースシャワーミュージック常務執行役員・ディストリビューション&ディベロップメント事業部門長に就任。同社における音楽ソフトの流通・配信を中心としたディストリビューション全般およびデジタル化・ネットワーク化に対応したソフトウェアシステム開発を統括した。
- 2010年12月から、古今東西の名曲・名盤をいい音・爆音で聴くイベント「いい音爆音アワー」を主催し、東京都内で毎月開催している[2][4]（2020年現在も継続中）[2][5]。「スピーカーを見つめながら聴くのが好き、BGMのない店が好き」[4]「ながら聞き・ついで聞きが当たり前になった時代に反抗し、録音芸術の復権を目指す」として[2][4]、個人で「いい音研究所」所長を名乗る[4]。音楽情報サイト「BARKS」で「いい音爆音アワーの音楽まとめ」を連載中[2]。
- 2016年から「隠居」する[1]。同年8月1日、太田も所属事務所の移籍を発表[6]。
- 2016年12月から「80年代音楽エンタメコミュニティサイト Re:minder」で、山下久美子、チャクラ、遊佐未森、工藤順子ら、かつて自らが世に送り出したアーティストなどに関する音楽コラムを連載している[4]。